# Реча (Јаши)
Реча (рум. Recea) насеље је у Румунији у округу Јаши у општини Цибанешти. Oпштина се налази на надморској висини од 264 m.

## Становништво
Према подацима из 2002. године у насељу је живело 187 становника, од којих су сви румунске националности.